# Dapa
Dapa è una municipalità di quinta classe delle Filippine, situata nella Provincia di Surigao del Norte, nella Regione di Caraga.
Dapa è formata da 29 baranggay:
- Bagakay
- Barangay 1 (Pob.)
- Barangay 2 (Pob.)
- Barangay 3 (Pob.)
- Barangay 4 (Pob.)
- Barangay 5 (Pob.)
- Barangay 6 (Pob.)
- Barangay 7 (Pob.)
- Barangay 8 (Pob.)
- Barangay 9 (Pob.)
- Barangay 10 (Pob.)
- Barangay 11 (Pob.)
- Barangay 12 (Pob.)
- Barangay 13 (Pob.)
- Buenavista

- Cabawa
- Cambas-ac
- Consolacion
- Corregidor
- Dagohoy
- Don Paulino
- Jubang
- Montserrat
- Osmeña
- San Carlos
- San Miguel
- Santa Fe
- Santa Felomina
- Union